# Joel Rodríguez (tuffatore)
Carlos Joel Rodríguez Luviano (16 maggio 1974) è un tuffatore messicano.
Ha rappresentato il Messico nel concorso dei tuffi dal trampolino 3 metri ai Giochi olimpici estivi di Atlanta 1996 e Sydney 2000 e Atene 2004. Assieme al connazionale Fernando Platas è stato vicecampione del mondo ai campionati mondiali di nuoto di Fukuoka 2001 nel trampolino 3 m sincro.

## Palmarès
- Giochi olimpici

Sydney 2000: argento nel trampolino 3 m;
- Mondiali di nuoto

Fukuoka 2001: argento nel trampolino 3 m sincro;